# Kingdom
Kingdom (キングダム Kingudamu) là một bộ truyện tranh Nhật Bản được sáng tác và minh họa bởi Hara Yasuhisa. Bộ truyện tranh lấy bối cảnh thời Chiến quốc Trung Hoa thông qua nhân vật Tín và đồng đội của ông với mục tiêu trở thành thiên hạ đệ nhất tướng quân, và trên con đường đó, giúp Doanh Chính lần đầu tiên thống nhất toàn Trung Hoa. Bộ truyện được xuất bản định kỳ trên Tuần san Young Jump từ năm 2006 đến nay bởi nhà xuất bản Shueisha, và được chuyển thể thành 2 mùa anime với 77 tập bởi studio Pierrot. Phiên bản tiếng Anh của loạt anime này cũng đã được Funimation cấp phép.

## Nội dung
Bối cảnh truyện được đặt vào thời kỳ Chiến Quốc trong lịch sử Trung Quốc. Tín và Phiêu là hai đứa trẻ mồ côi sống ở nước Tần mang trong mình ước mơ trở thành "Thiên hạ đệ nhất Đại tướng quân". Một ngày nọ, Phiêu được một quan chức triều đình tên là Xương Văn Quân đưa đến cung điện, bỏ lại Tín một mình ở lại ngôi làng nơi họ sinh sống. Vài tháng sau, Phiêu trở lại gặp Tín khi bị thương rất nặng. Trong lúc hấp hối, Phiêu thúc giục Tín đi tới ngôi làng khác và tại đó Tín gặp một thiếu niên có dung mạo rất giống Phiêu. Người đó là Doanh Chính, đương kim Tần vương. Tín hiểu rằng Phiêu được sử dụng làm vật thế thân cho Doanh Chính trong cuộc chiến tranh giành quyền lực. Mặc dù lúc đầu rất giận Doanh Chính nhưng Tín đã chọn con đường phò tá nhà vua trẻ giành lại quyền lực, chiến đấu cho nước Tần để tiến tới danh hiệu "Thiên hạ đệ nhất Đại tướng quân" cũng như giúp Tần vương Chính đạt được ước mơ thống nhất thiên hạ.

## Nhân vật
Hình tượng và cốt truyện của một số nhân vật trong truyện được lấy cảm hứng từ những nhân vật có thật trong lịch sử.

### Nước Tần
Lý Tín (李信 Ri Shin)
Tín là một đứa trẻ mồ côi do chiến tranh, lớn lên cùng bạn thân nhất của mình là Phiêu với tư cách là một kẻ hầu trong một gia đình. Mặc cho gia cảnh khó khăn của mình, Tín và Phiêu cùng ước mơ trở thành những vị tướng vang danh khắp thiên hạ. Sau khi Phiêu chết, Tín quyết định giúp Tần vương Doanh Chính chạy trốn khỏi cuộc truy sát cùng Hà Liễu Điêu. Tín tham gia tòng quân cho Tần trong trận đồi Xã Cam dưới sự chỉ huy của đại tướng Bào Công và không lâu sau đó, dưới sự chỉ huy của tướng quân lừng danh thiên hạ Vương Kỵ, Tín trở thành chỉ huy của Bách nhân đội Phi Tín Quân. Sau nhiều chiến dịch, lập nhiều công lao, Tín từ đội trưởng Bách nhân đội lên làm Ngũ thiên nhân tướng chỉ huy 5000 quân và sau đó lên chức tướng quân với chiến công lớn đánh bại Bàng Noãn cụ Tam đại thiên, bắt đầu con đường trở thành một tướng quân thực thụ.
Doanh Chính (嬴政 Ei Sei)
Sau khi lên ngôi vua vào năm 13 tuổi, Doanh Chính phải chạy trốn khỏi cuộc truy sát trong một âm mưu phản loạn của phe Thành Kiệu. Trong cuộc chạy trốn này, Phiêu, bạn thân thuở nhỏ của nhân vật chính là Tín vì có dung mạo giống hệt Doanh Chính nên đã bị đưa ra làm con mồi trong cuộc truy sát này và bị sát hại. Tín gặp Chính ở nơi Phiêu hẹn và giải cứu ông khỏi tay sát thủ. Thừa tướng Lã Bất Vi dù biết chuyện nhưng quyết định không ra quân giúp đỡ Doanh Chính vì tranh giành quyền lực trong cung. Trong cuộc chạy trốn này, Chính đã tuyên bố mục tiêu của mình là thống nhất toàn bộ Trung Hoa. Sau khi trải qua một số sự kiện trong khi chạy trốn, Tín quyết định sẽ trở thành "thanh kiếm" của Chính trong công cuộc thống nhất Trung Hoa.
Lý Phiêu (李漂 Ri Hyou)
Bạn thân thuở nhỏ của Tín, cũng là trẻ mồ côi và ước mơ trở thành một đại tướng quân vang danh thiên hạ. Tuy nhiên Phiêu lại phải đóng giả làm Tần vương Chính và chết dưới tay các sát thủ cúa công tử Thành Kiệu, em trai Tần vương Chính trong cuộc chiến giành ngai vàng.
Hà Liễu Điêu (河了貂 Karyou Ten)
Hậu duệ cuối cùng của Sơn tộc phía tây nước Tần. Điêu tham gia cùng Tín giúp Tần vương Chính chạy trốn khỏi cuộc truy sát của phe Thành Kiệu. Sau khi chứng kiến cuộc chiến của tướng quân Vương Kỵ và Tín với nước Triệu, cô (giữ kín việc mình là con gái) ở cùng với Tín trong một ngôi nhà mới mục nát. Sau đó, qua sự giúp đỡ của Khương Hội, Điêu theo học binh pháp tại phủ đệ của Xương Bình quân rồi trở về làm quân sư của Phi Tín Quân. Nụ hôn đầu tiên của cô là với Tín, mặc dù đó chỉ là một sự vô tình. Có thể cô có tình cảm với Tín, nhưng Tín coi mối quan hệ với cô là tình anh em.
Xương Văn quân (昌文君 Shoubun Kun)
Một vị tướng trung thành với Doanh Chính, về sau leo lên vị trí tả thừa tướng nước Tần, trở thành cánh tay phải của Tần vương, phò tá Doanh Chính giành ngai vàng và tranh giành quyền lực với phe Lã Bất Vi.
Bích (壁 Heki)
Thuộc hạ trung thành của Xương Văn quân. Trong phần đầu truyện, Bích mới chỉ là Thiên nhân tướng, chỉ huy 1000 quân. Sau khi nhiều lần chiến đấu cùng Tín, anh được thăng tướng và tiếp tục tiến lên những vị trí cao hơn để giành được nhiều ảnh hưởng hơn cho phe Doanh Chính. Anh có tình cảm với nữ vương của Sơn tộc Dương Đoan Hòa.
Khương Hội (羌瘣 Kyou Kai)
Từng là thành viên của đội sát thủ huyền thoại Xi Vưu, sau trở thành phó đội trưởng của Phi Tín Quân. Cô sở hữu kiếm pháp siêu phàm và khả năng tham mưu, chỉ huy tốt. Sau cái chết của chị mình trong lễ tế đàn vào năm cô 13 tuổi, Khương Hội thề sẽ trả thù người đã giết chị mình. Cô gặp Tín trong thời gian đầu Tín đi tòng quân, lập thành đội ngũ. Sau khi tiết lộ danh tính của mình với Tín, cô mở lòng mình hơn và cuối cùng cũng chấp nhận vị trí của mình trong Phi Tín Quân. Sau khi trả thù cho chị gái của mình, cô quay lại Phi Tín Quân và trở thành Tam thiên nhân tướng, phó đội trưởng Phi Tín quân. Cô có tình cảm với Tín, trong một lần còn tiết lộ rằng mình muốn có con với Tín (lúc đó cô chưa biết chính xác làm thế nào để có con). Hội đã hỗ trợ Phi Tín Quân vượt qua những thời khắc gian khổ cho dù đối mặt với nguy cơ tổn hại sức khỏe, Tín và cô đã ngủ chung với nhau nhiều lần.
Thành Kiệu (成蟜 Sei Kyou)
Em cùng cha khác mẹ với Tần vương Chính. Tính cách kiêu ngạo và tự phụ. Từng sai sát thủ hành thích Doanh Chính để giành lấy ngôi Tần vương. Doanh Chính được sự phò tá của Xương Văn quân, Tín và những người Sơn tộc đánh bại Thành Kiệu khôi phục ngai vàng. Chính quyết định tha mạng cho Thành Kiệu và sai giam lại. Sau một năm, Thành Kiệu được thả với điều kiện là sẽ giúp Tần vương Chính chống lại Lã Bất Vi. Thành Kiệu dần có cảm tình với Doanh Chính và thay đổi tính cách. Anh chết sau khi bị lôi kéo vào một âm mưu phản loạn của Lã Bất Vi được biết đến là Phản loạn Thành Kiệu.
Lã Bất Vi (呂不韋 Ryo Fui)
Thừa tướng nước Tần, vốn là một thương gia đầy tham vọng từng giúp phụ thân của Doanh Chính lên làm vua nước Tần. Trong truyện ông được mô tả là người luôn khao khát nắm quyền lực ở nước Tần, liên kết với Thái hậu để phế truất Doanh Chính làm vua nước Tần.
Xương Bình quân (昌平君 Shouhei Kun)
Một trong "Tứ trụ" của Lã Bất Vi, sau trở thành hữu thừa tướng nước Tần. Ông là người nước Sở. Ông là một chiến lược gia tài giỏi, sư phụ của Mông Nghị và Hà Liễu Điêu, đóng vai trò quan trọng trong việc bảo vệ nước Tần khỏi liên minh hợp tung của các chư hầu.
Trong tập ngoại truyện của tác giả vẽ trước khi ra bộ Kingdom, sau khi Tần quyết định tấn công Sở, ông trở về Sở và cuối cùng giao chiến với bạn thân thuở nhỏ, đồng thời là tướng nước Tần Mông Vũ.
Mông Vũ (蒙武 Mou Bu)
Tướng nước Tần, một trong "Tứ trụ" của Lã Bất Vi, sở hữu sức mạnh khổng lồ nhưng tính cách lại nóng vội và thiếu thận trọng. Ông có công lớn trong trận chiến với liên quân hợp tung của các nước chư hầu, sau đó được phong làm đại tướng quân. Mông Vũ có hai con trai là Mông Điềm và Mông Nghị.
Lý Tư (李斯 Ri Shi)
Đình úy, một trong "Tứ trụ" của Lã Bất Vi, cố vấn pháp luật.Bạn học thuở nhỏ của Hàn Phi
Thái Trạch (蔡沢 Sai Taku)
Người nước Yên, một trong "Tứ trụ" của Lã Bất Vi, từng làm thừa tướng dưới thời Tần Chiêu Tương vương, phụ trách các vấn đề ngoại giao. Ông có công lớn trong việc đàm phán với nước Tề không tham gia đội quân hợp tung do Lý Mục phát động, và mời được Tề vương sang đàm phán trực tiếp với Doanh Chính sau đó.
Tần quốc thái hậu (秦国太后 Shinkokutaikō)
Thái hậu nước Tần, mẫu thân của Tần vương Chính, đứng đầu hậu cung. Luôn mâu thuẫn với Doanh Chính vì quá khứ lúc làm con tin ở nước Triệu từ đó ngăn trở Doanh Chính nắm thực quyền.
Vương Kỵ (王騎  Ou Ki)
Danh tướng huyền thoại trong Lục đại tướng quân của Tần, được mệnh danh là quái điểu Tần quốc. Cùng với thanh đại đao của mình, ông và đội quân của mình đã từng gửi hàng chục vạn quân địch xuống mồ, trở thành nỗi ám ảnh kinh hoàng cho các tướng lĩnh mỗi khi nhắc đến. Tuy nhiên, sau khi Tần Chiêu Tương vương băng hà, ông thoái lui và từ chối mọi việc liên quan đến triều chính của Tần Quốc. Trong chiến dịch đánh nước Triệu sau khi đồng ý quay trở lại chiến trường, ông bị tướng Triệu Tam Đại Thiên Lý Mục lừa vào bẫy và bị giết bởi tướng Triệu Tam Đại Thiên Bàng Noãn. Ông là người truyền cảm hứng lớn cho Tín trên con đường trở thành đại tướng quân.
Vương Tiễn (王翦  Ou Sen)
Tướng nước Tần, chỉ huy Vương Tiễn Quân, tộc trưởng dòng họ Vương. Ông từng là phó tướng dưới trướng của tướng quân Mông Ngao, nhưng về sau trở thành tướng lĩnh độc lập sau khi Mông Ngao qua đời. Ông được đồn là có ước muốn trở thành một vị vua và chỉ đánh những trận mà ông chắc chắn nắm phần thắng trong tay. Ông là một vị tướng thận trọng, thường quan sát rất lâu để thiết lập lợi thế hoặc đẩy đối thủ vào tình huống bất lợi. Ông cũng thường bắt sống tướng địch và tìm cách biến họ thành quân của mình. Ông được chọn làm vị tướng chỉ huy toàn quân Tần trong chiến dịch tiến vào phía Tây nước Triệu.
Hoàn Kỵ (桓騎  Kan Ki)
Tướng nước Tần, chỉ huy Hoàn Kỵ Quân, từng là tướng cướp. Ông từng là phó tướng dưới trướng của tướng quân Mông Ngao, nhưng về sau trở thành tướng lĩnh độc lập sau khi Mông Ngao qua đời. Ông là một người có tính cách tàn bạo vì không ngần ngại giết những hàng binh và tàn sát những người dân ở những ngôi làng ông chiếm được. Ông ít quan tâm đến việc trung thành với các vương quốc và thậm chí không quan tâm nếu Tần sụp đổ. Dù vậy, ông vẫn khá hài lòng về việc mình là một tướng quân vì ông được giải tỏa cơn khát chiến tranh.
Dương Đoan Hòa (楊端和 You Tanwa)
Nữ vương của Sơn tộc, là người chinh phục và thống nhất tất cả các bộ tộc trên vùng núi của nước Tần, có sức mạnh khổng lồ, từng giúp Doanh Chính trong việc giành lại ngai vàng từ Thành Kiệu. Cô cũng ra quân trợ giúp trong trận chiến với đội quân hợp tung, và từ đó tiếp tục đồng hành cùng Doanh Chính trên con đường thống nhất Trung Hoa.
Vương Bí (王賁  (Vương Bôn) Ou Hon)
Tướng quân nước Tần, chỉ huy Ngọc Phụng Quân, cao thủ thương thuật, đồng thời là con trai của Vương Tiễn, là người kế thừa dòng họ Vương. Vương Bí cùng Tín và Mông Điềm là những vị tướng trẻ tài năng của Tần, được Tần vương tin dùng.
Mông Điềm (蒙恬  Mou Ten)
Tướng quân nước Tần, chỉ huy Nhạc Hoa Quân, đồng thời là con trai của Mông Vũ, cháu nội của Mông Ngao. Mông Điềm cùng Tín và Vương Bí là những vị tướng trẻ tài năng của Tần, được Tần vương tin dùng.
Hướng thị (向 Kou)
Thê tử của Doanh Chính, lúc đầu là một cung nữ. Cô và Doanh Chính có với nhau một con gái.
Dương thị (陽 You)
Cung nữ, bạn thân của Hướng thị.

### Nước Triệu
Lý Mục (李牧 Ri Boku)
Thừa tướng nước Triệu, nằm trong Tam đại thiên của nước Triệu, được ca ngợi là sánh ngang với Lục đại tướng quân nước Tần. Ông là một thiên tài trong việc chỉ huy và đề ra chiến lược, và cũng là người được coi là hòn đá chặn đường lớn nhất trong công cuộc thống nhất Trung Hoa của Doanh Chính. Ông là người thống lãnh quân Triệu trong chiến dịch chống quân Tần từ phía tây.
Bàng Noãn (龐煖 (Bàng Hoán) Hou Ken)
Tướng nước Triệu, nằm trong Tam đại thiên của nước Triệu, và là một chiến binh với sức mạnh vô song có biệt hiệu "Võ Thần". Ông là người truy cầu sức mạnh, luôn muốn chứng minh mình là người mạnh nhất thiên hạ. Ông bị ám ảnh về việc bị Vương Kỵ đánh bại trong quá khứ và dù về sau giết được Vương Kỵ, ông vẫn không cảm thấy thực sự thỏa mãn và tiếp tục tìm kiếm các đối thủ mạnh.
Liêm Pha (廉頗  Ren Pa)
Danh tướng nước Triệu, từng nằm trong Tam đại thiên nước Triệu. Ông từng có nhiều trận chiến với Lục đại tướng quân của nước Tần. Ông rời Triệu sang Ngụy vì mâu thuẫn với Triệu vương. Về sau, ông rời sang Sở. Đối với quân Triệu, ông là một huyền thoại và là một anh hùng trước khi bị coi là phản quốc.
Khánh Xá (庆舍  Kei Sha)
Tướng nước Triệu, học trò của Lý Mục, là người được cho là có tiềm năng nhất để lấp vị trí còn lại trong Tam đại thiên của nước Triệu. Bị Lý Tín chém chết.

### Nước Ngụy
- Linh Phượng
- Ngô Khánh
- Ngô Phụng Minh
- Khải Mạnh
- Tử Bá

### Nước Sở
- Xuân Thân quân
- Hãn Minh
- Hạng Dực
- Oa Lân
- Lý Viên

### Nước Yên
- Kịch Tân
- Nhạc Nghị
- Ngột Lỗ Đóa

### Nước Hàn
- Thành Khôi

### Một số danh sách

#### Tần Lục Đại Tướng
- Vương Kỵ (王騎 Ou Ki?)
- Bạch Khởi (白起 Haku Ki?)
- Liêu (摎 (Cưu) Kyou?)
- Vương Hột (王齕 Ou Kotsu?)
- Tư Mã Thác (司馬錯 Shiba Saku?)
- Hồ Thương (胡傷 Ko Shou?)

#### Triệu Tam Đại Thiên
- Liêm Pha (廉頗  Ren Pa?)
- Lạn Tương Như (蔺相如 Rin Shoujo?)
- Triệu Xa (趙奢   Chou Sha?)

về sau đổi thành: Bàng Noãn - Lý Mục - ?

#### Ngụy Hỏa Long
- Ngô Khánh (呉慶  Go Kei?)
- Khải Mạnh (凱孟  Gai Mou?)
- Linh Phượng (靈鳳 Rei Ou?)
- Tử Bá (紫伯 Shi Shi?)
- Tinh Tiên
- Mã Thống
- Thái Lữ Từ

#### Trung Hoa Thập Cung
- Ngụy Gia (nước Triệu): Là người đã bắn lén Vương Kỵ, sau đó bị Lý Tín giết.
- Khương Yến (nước Triệu): Là trợ thủ của Liêm Pha. Xuất hiện tại trận Sơn Dương từng đối đầu với cánh của Vương Tiễn.
- Bạch Lệ (nước Sở): Xuất hiện ở trận hợp tung. Từng bắn chết Lân Phường dưới trướng Đằng.
- Trác Quân (nước Tần): Là phụ thân của 2 huynh đệ cung thủ trong Phi Tín Quân. Là người Tần duy nhất tề danh trong Trung Hoa Thập Cung, tạo ra biệt đội cung thủ dưới trướng Bào Công. Đã hy sinh trong một lần bảo vệ các đồng đội.
- Kim Lễ (chưa rõ): Được đánh giá là người có khả năng bắn cung hàng đầu trong Trung Hoa Thập Cung.
- Chu Lý (nước Ngụy): Được xưng tụng là Ngụy quốc đệ nhất cung thủ, được đánh giá là nằm trong top 3 Trung Hoa Thập Cung. Còn có danh xưng khác là "Tiễn Thần".
- Chu Vĩ Tiên (nước Yên)
- Mã Khang (nước Triệu)
- Bạch Công (nước Ngụy): Từng tranh tài với Trác Quân và bị Trác Quân bắn thủng mắt phải.

## Các sản phẩm

### Truyện tranh
Kingdom được khởi nguồn từ 2 bộ one-shot về Lý Mục và Mông Vũ. Truyện được đăng định kỳ theo chương trên Tuần san Young Jump từ tháng 1 năm 2006. Tập truyện được xuất bản riêng (tankōbon) vào ngày 19 tháng 5 năm 2006. Đến tháng 12 năm 2024, đã có 74 tập được phát hành.

### Phim hoạt hình
Bộ truyện được chuyển thể thành 2 mùa phim hoạt hình với 77 tập bởi studio Pierrot. Mùa 1 được phát sóng từ ngày 4 tháng 6 năm 2012 đến ngày 25 tháng 2 năm 2013, và mùa 2 được phát sóng từ ngày 8 tháng 6 năm 2013 đến ngày 1 tháng 3 năm 2014. Phiên bản tiếng Anh của loạt anime này cũng đã được Funimation cấp phép.

### Phim điện ảnh
Vào ngày 17 tháng 4 năm 2016, một bộ phim ngắn đặc biệt đã được phát hành bởi Tuần san Young Jump. Nó được làm cho việc kỷ niệm 10 năm phát hành bộ truyện và được dựng bởi Hengdian World Studios ở Trung Quốc. Vào tháng 4 năm 2018, tác giả tiết lộ rằng dự án phim điện ảnh đã được bật đèn xanh. Bộ phim được ra mắt vào tháng 4 năm 2019.

### Trò chơi điện tử
Một trò chơi điện tử dựa trên PlayStation Portable mang tên Kingdom Ikki Tousen No Tsurugi được tung ra thị trường ngày 2 tháng 11 năm 2010, chỉ phát hành tại Nhật Bản.
Một trò chơi di động do Bandai Namco phát hành mang tên Kingdom: Seven Flags đã ra mắt tại Nhật Bản vào năm 2016.

## Chứng nhận
Bộ truyện giành giải thưởng văn hóa Tezuka Osamu năm 2013 với một vị giám khảo đã nhận xét, "Tôi không thể nhớ được lần cuối cùng mình đọc liền tù tì 30 tập mà cảm thấy hứng khởi như thế này".
Bộ truyện đạt Kỷ lục Guinness ngày 12 tháng 12 năm 2012 cho hạng mục "Manga được nhiều người viết nhất". Kỷ lục này được thiết lập bởi đông đảo người hâm mộ và các nghệ sĩ được giao thử thách vẽ lại toàn bộ tập 26. Trong số đó có các họa sĩ - tác giả nổi tiếng như Oda Eiichiro (One Piece), Kishimoto Masashi (Naruto), Araki Hirohiko (Jojo's Bizzare Adventure).
Bộ truyện đã cán mốc 30 triệu bản vào năm 2017 và 38 triệu bản vào năm 2018 ở Nhật Bản.